# Louisenau
Louisenau (fränkisch: Luihsnau) ist ein Gemeindeteil der Stadt Abenberg im Landkreis Roth (Mittelfranken, Bayern). Louisenau liegt in der Gemarkung Aurau.

## Geografie
Der Weiler liegt, direkt nördlich angrenzend an Kleinabenberg, am Nordosthang des Galgenberges (449,8 m ü. NHN). 0,7 km nördlich fließt der Kaltenbach, ein rechter Zufluss der Aurach. Im Nordosten liegt das Waldgebiet „Heckenlohe“, im Nordwesten befindet sich ein Golfplatz. Eine Gemeindeverbindungsstraße führt nach Kleinabenberg zur Staatsstraße 2220 (0,2 km südlich) bzw. nach Bechhofen (1,7 km nördlich).

## Geschichte
Der Ort wurde im Salbuch des Hochstifts Eichstätt von 1300 als „Losenaw“ erstmals urkundlich erwähnt. Die heutige Form des Ortsnamens wird 1885 erstmals bezeugt und ist eine Umdeutung des ursprünglichen, nicht mehr geläufigen Bestimmungswortes losen (mhd. für anmutig, lieblich) zum weiblichen Personennamen Louise. Zu der Zeit wurde dort Land durch Neubruch gewonnen. Der Ort selbst wurde erst Anfang des 14. Jahrhunderts angelegt. Im Salbuch von 1407 wurden für den Ort 3 Gütlein und ein Haus verzeichnet. Kleinabenberg bildete mit Louisenau eine Realgemeinde.
Während des Dreißigjährigen Kriegs wurde der Ort niedergebrannt. 1632 galt der Ort unbewohnt, woran sich die nächsten 40 Jahre nichts änderte.
1671 gab es in Louisenau 3 Anwesen, die alle dem Kastenamt Abenberg unterstanden. Das Hochgericht übte das eichstättische Pflegamt Abenberg aus. Gegen Ende des 18. Jahrhunderts gab es im Ort weiterhin 3 Anwesen. Das Hochgericht übte das Pflegamt Abenberg aus. Die Dorf- und Gemeindeherrschaft sowie die Grundherrschaft über die 3 Halbhöfe hatte das Kastenamt Abenberg. 1801 gab es ebenfalls 3 Anwesen.
Im Rahmen des Gemeindeedikts wurde 1808 Louisenau dem Steuerdistrikt Asbach und der 1811 gegründeten Ruralgemeinde Aurau zugeordnet. Am 1. Juli 1972 wurde Louisenau im Zuge der Gebietsreform in Bayern nach Abenberg eingegliedert.
Sehenswert ist die Louisenaukapelle mit Dreifaltigkeitsmotivbild.

### Baudenkmal
- Bildstock neben einer Wegkapelle. Auf quadratischem Pfeiler erhebt sich das mit Helmdach bekrönte Bildhäuschen. Sandstein. Frühzeit des 17. Jahrhunderts. Die gemalten Bilder in den Blendfenstern stammen aus neuerer Zeit.[15]

### Einwohnerentwicklung
| Jahr      | 001818 | 001840 | 001861 | 001871 | 001885 | 001900 | 001925 | 001950 | 001961 | 001970 | 001987 |
| Einwohner | *      | 25     | *      | 22     | 31     | 26     | 32     | 20     | 20     | 15     | *      |
| Häuser    | *      | 5      |        |        | 5      | 5      | 5      | 5      | 5      |        | *      |
| Quelle    | [ 17 ] | [ 18 ] | [ 19 ] | [ 20 ] | [ 6 ]  | [ 21 ] | [ 22 ] | [ 23 ] | [ 24 ] | [ 25 ] | [ 26 ] |

## Religion
Der Ort ist römisch-katholisch geprägt und bis heute nach St. Jakobus (Abenberg) gepfarrt. Die Einwohner evangelisch-lutherischer Konfession sind nach St. Jakobus (Dürrenmungenau) gepfarrt.